# Muralha Primitiva

Portas da Muralha Primitiva do Porto.

Muralha Primitiva, Cerca Velha ou Muralha Românica, são designações usadas para identificar uma antiga cintura de muralhas do Porto, em Portugal, da qual apenas subsistem um cubelo e um reduzido trecho, reconstruídos em meados do século XX.
Durante muito tempo conhecida por Muralha Sueva, está hoje identificada como obra de origem romana, do século III, reconstruída no século XII.
Esta cerca, com um perímetro aproximado de 750 metros e uma área que não atingia os 4 hectares, delimitava o morro da Pena Ventosa que tinha o seu centro nevrálgico na Sé do Porto.
A muralha primitiva teve quatro portas:
1. Porta de Vandoma: em frente da atual Rua Chã, era a porta mais nobre e larga, a única que permitia a entrada de carros; foi demolida em 1855
2. Porta de São Sebastião: próxima da Antiga Casa da Câmara; foi demolida em 1819
3. Porta de Sant'Ana ou Arco de Sant'Ana, na Idade Média também conhecida por o Portal: na Rua de Sant'Ana; foi demolida em 1821
4. Porta das Mentiras, a partir do século XIV Porta de Nossa Senhora das Verdades: nas Escadas das Verdades; desconhece-se a data do seu desaparecimento.

Com o crescimento do burgo, no século XIV, houve necessidade de construir uma nova cintura de muralhas, vulgarmente conhecidas como Muralhas Fernandinas.

## Galeria

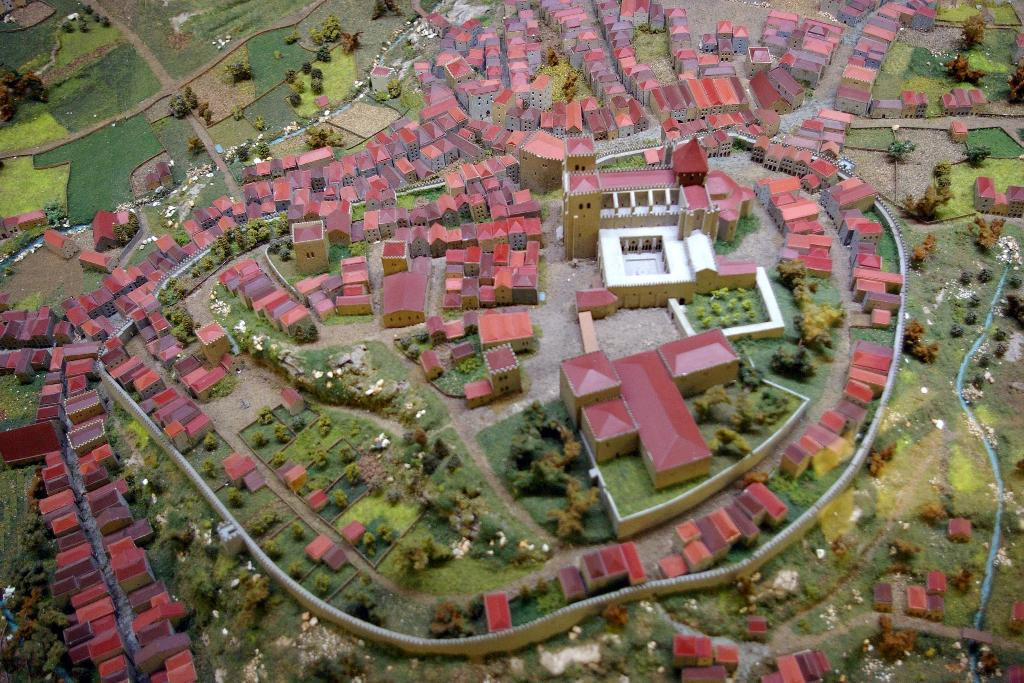
Maqueta da cidade medieval na Casa do Infante.
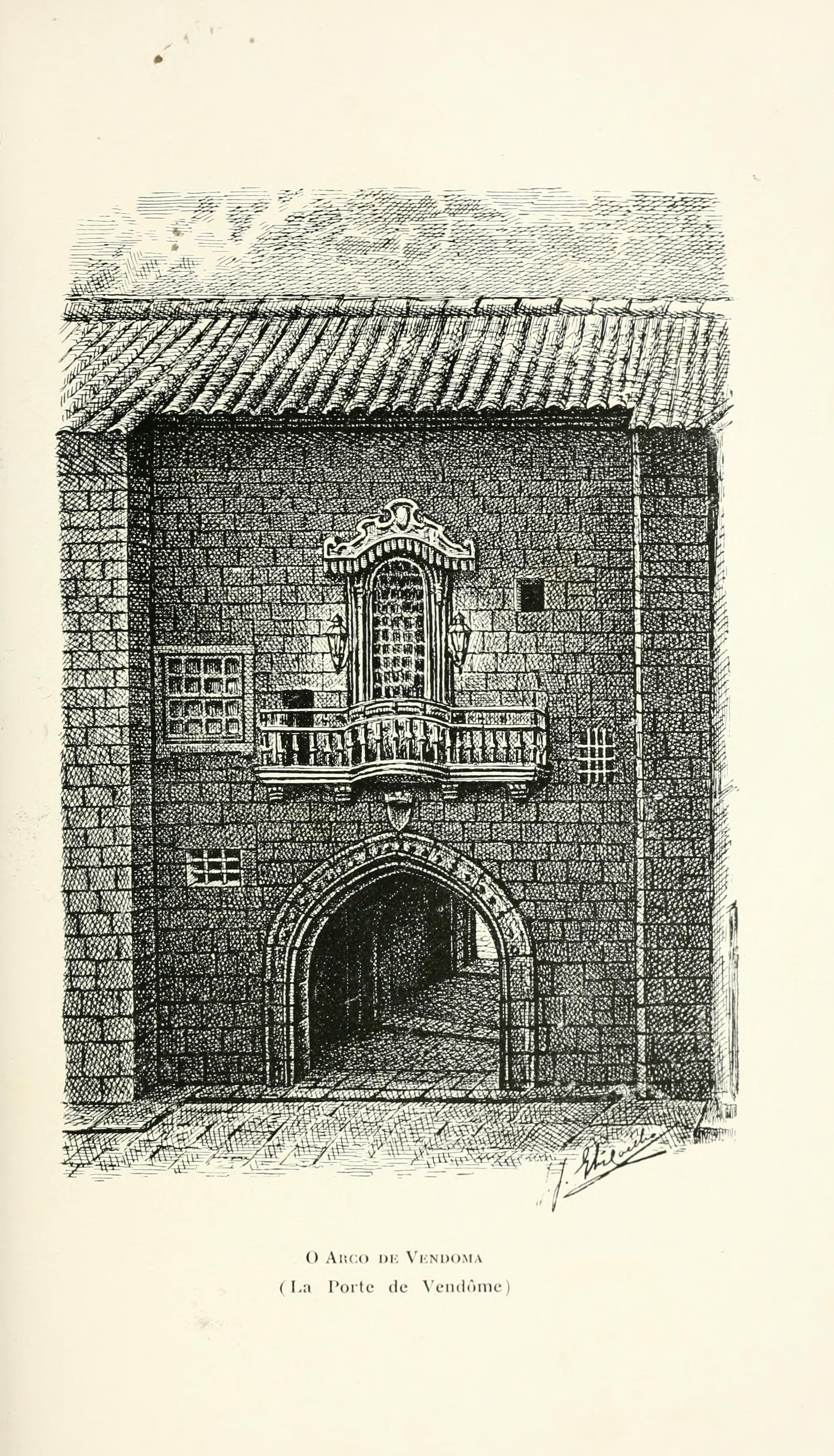
(1) Porta de Vandoma (c. 1860).
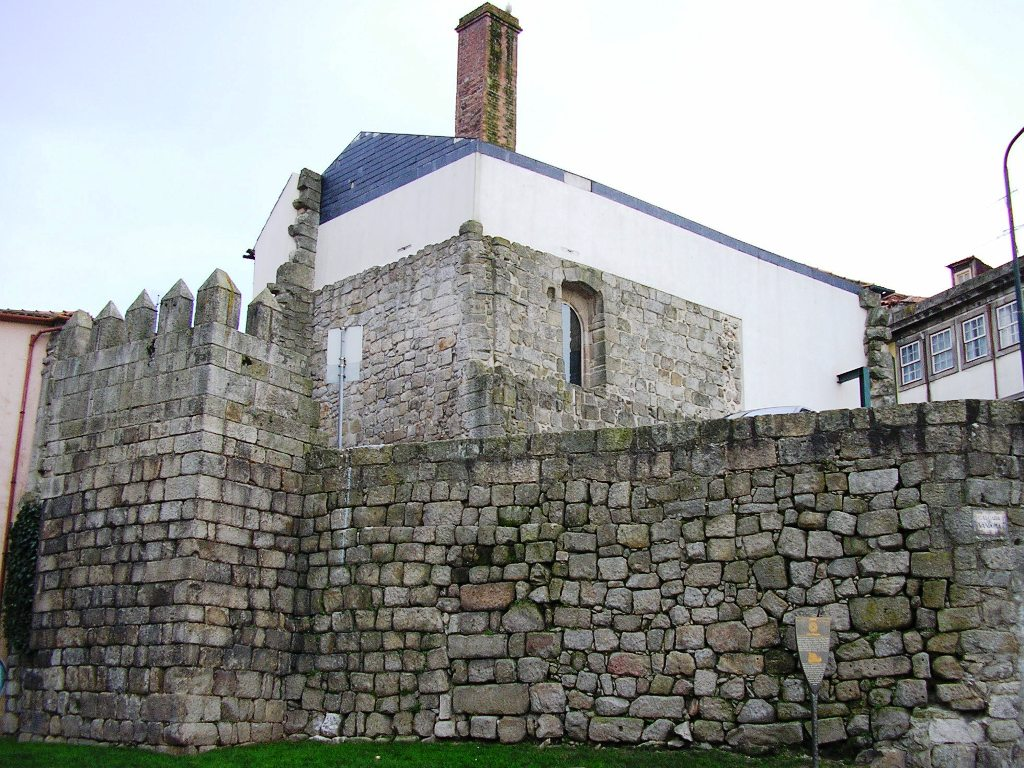
Único trecho sobrevivente, na Calçada de Vandoma.
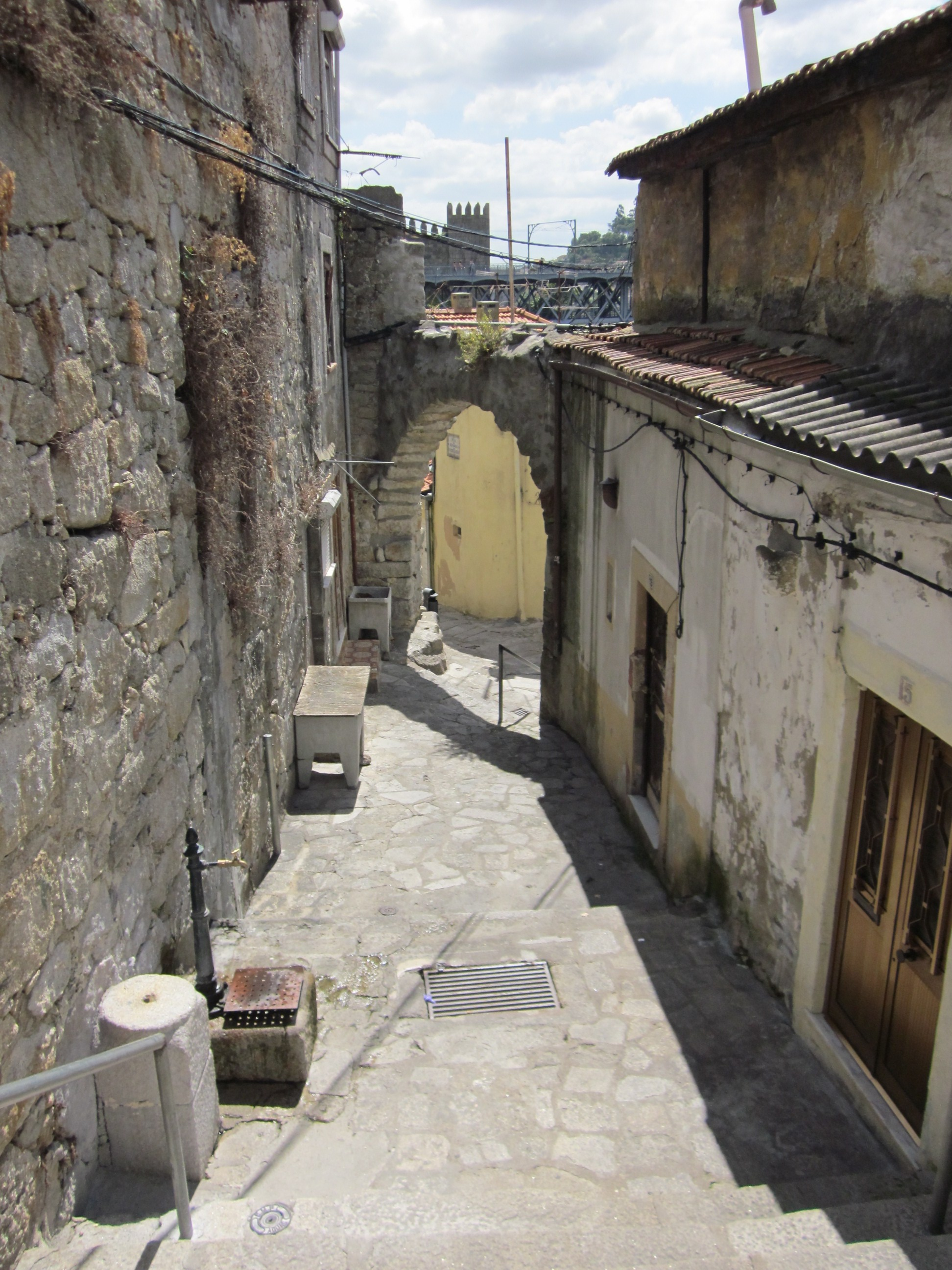
(4) Porta das Mentiras